# Fivemile Creek (Wind River)
Der Fivemile Creek ist ein etwa 107 km langer, linker Nebenfluss des Wind River im Zentrum des US-Bundesstaates Wyoming.

## Verlauf
Der Fivemile Creek entspringt in den südöstlichen Ausläufern der Absaroka Range am Übergang zu den Owl Creek Mountains im nordwestlichen Fremont County auf einer Höhe von etwa 2190 m, rund 25 km nordöstlich von Crowheart und 45 km östlich von Dubois. Von dort fließt er zunächst in südöstliche Richtung, verlässt die Bergkette und erreicht das Wind River Basin. In leicht mäandrierendem Verlauf fließt der Fivemile Creek durch landwirtschaftlich genutzte Flächen nördlich von Pavillion. Im Unterlauf des Flusses zweigen mehrere Bewässerungskanäle ab, so wird dem Fivemile Creek unter anderem der Abfluss des Ocean Lake zugeführt. Auf rund 20 km verläuft der Fluss parallel zum Wyoming Highway 134 und mündet westlich von Shoshoni auf einer Höhe von 1441 m in den hier zum Boysen Reservoir aufgestauten Wind River. Der gesamte Flussverlauf befindet sich innerhalb der Wind River Indian Reservation.

## Hydrologie
Der Fivemile Creek ist als Nebenfluss des Wind River Teil des Einzugsgebietes des Bighorn River, der über Yellowstone River, Missouri und Mississippi in den Golf von Mexiko entwässert. Das Einzugsgebiet des Fivemile Creek umfasst ein Areal von etwa 1100 km² und grenzt an die Einzugsgebiete von Muddy Creek im Norden, Wind River im Süden sowie Dry Creek im Westen. Der mittlere Abfluss am Pegel oberhalb der Mündung beträgt 4,57 m³/s, die größten Abflüsse finden sich in den Monaten Juni, Juli, August und September.

## Belege
1. 1 2 3 4 5  Fivemile Creek. In: Geographic Names Information System. United States Geological Survey, United States Department of the Interior (englisch).
2. ↑  USGS 06253000 FIVEMILE CREEK NEAR SHOSHONI, WY. Abgerufen am 14. November 2024.